# Liste von Militärs/P

## Pa
- Pace, Peter (* 1945), US-amerikanischer General; Generalstabschef der US-Streitkräfte.
- Pacthod, Michel-Marie (1764–1830), französischer General, Generalinspekteur der Infanterie.
- Paget, Hon. Sir Edward, G.C.B., (1775–1849), britischer General.
- Paget, Henry William, 2. Earl of Uxbridge, 1. Marquess of Anglesey, (1768–1854), gen. „One Leg“, britischer Feldmarschall; Bruder des vorigen.
- Pakenham, Sir Edward (1778–1815), britischer General, gefallen in der Schlacht bei New Orleans.
- Pakenham, Sir Hercules, K.C.B., (1781–1850), britischer Generalleutnant; Gouverneur von Portsmouth.
- Pakenham, Sir Thomas GCB (1757–1836), britischer Admiral der roten Flagge.
- Pakenham, Thomas, 5. Earl of Longford, KP MVO OC (1864–1915), britischer General im Ersten Weltkrieg; Brigadekommandeur auf Gallipoli; gefallen.
- Pálffy, Nikolaus II. Graf (1552–1600), kaiserlicher Feldmarschall in den Türkenkriegen.
- Palafox y Melci, José de, Herzog von Saragossa, (1775–1847) war ein spanischer Adliger und General während der Napoleonischen Kriege
- Pallavicino, Oberto (1197–1269), italienischer Feldhauptmann.
- Pannwitz, Helmuth von (1898–1947), Generalleutnant der deutschen Wehrmacht, Kommandierender General des XV. Kosaken-Kavallerie-Korps (Wehrmacht).
- Pape, Alexander von (1813–1895), königlich-preußischer Generaloberst, Gouverneur von Berlin.
- Pappenheim, Gottfried Heinrich Graf zu, gen. „Schrammhans“, (1594–1632), Reitergeneral im Dreißigjährigen Krieg; sein Kürassierregiment wurde als „die Pappenheimer“ sprichwörtlich.
- Pappenheim, Karl Theodor von (1771–1853), königlich bayerischer Feldzeugmeister
- Paredes y Arrillaga, José Mariano Epifanio (1797–1849), mexikanischer Militär und interimistischer Präsident von Mexiko
- Park, Sir Keith (1892–1975), britischer Luftmarschall im Zweiten Weltkrieg.
- Parker, Sir Hyde, 5. Baronet, (1714–1782), Vizeadmiral der Royal Navy.
- Parker, Sir Hyde (1739–1807), Admiral der Royal Navy; Sohn des Vorigen.
- Parker, Hyde (1786–1854), Vizeadmiral der Royal Navy; 1852–1854 Erster Seelord; Sohn des Vorigen.
- Parker, Sir William (1781–1866), britischer Admiral.
- Parmenion († 330 v. Chr.), makedonischer Feldherr.
- Parry, Sir William Edward (1790–1855), britischer Admiral und Polarforscher.
- Parski, Dmitri Pawlowitsch (1866–1921), russischer General; Oberbefehlshaber der russischen 12. Armee; Oberbefehlshaber der gesamten Nordfront der Roten Armee.
- Paschen, Karl (1835–1911), deutscher Vizeadmiral.
- Pash, Boris (1900–1995), US-amerikanischer Offizier; Leiter der Alsos-Mission im Zweiten Weltkrieg.
- Patch, Alexander M. (1889–1945), General der US Army; Armeekommandeur im Zweiten Weltkrieg.
- Patton, George S. (1885–1945), populärer General der US Army; Armeekommandeur im Zweiten Weltkrieg.
- Paskewitsch, Iwan Fjodorowitsch (1782–1856), russischer Generalfeldmarschall.
- Paulucci, Philipp Ossipovič (1779–1849), italienischer Adliger; General in russischen Diensten.
- Paulus, Friedrich (1890–1957), Generalfeldmarschall, kapitulierte mit der 6. Armee in Stalingrad.
- Pavel, Petr (* 1961), tschechischer Generalmajor
- Pavía y Rodríguez de Alburquerque, Manuel (1827–1895), spanischer General, dessen Staatsstreich die Erste Spanische Republik beendete.
- Pawlowitsch, Alexander I. (1777–1825), Zar und Herrscher aller Reußen zur Zeit der Napoleonischen Kriege.
- Paxton, John M. (* 1951), Major General des US Marine Corps, seit Juni 2007 Stabschef der Multi-National Force Iraq

## Pe
- Peay, J.H. Binford, III. (* 1940), General der US Army, Kommandeur des US Central Command von 1994 bis 1997.
- Peharnik-Hotkovich, Daniel Freiherr von (1745–1794), österreichischer General.
- Peiper, Joachim (1915–1976), SS-Panzerkommandeur.
- Pelet, Jean Jacques (1777–1858), französischer General.
- Pélissier, Aimable, duc de Malakoff, (1794–1864), französischer General und Staatsmann; Marschall von Frankreich.
- Pellion di Persano, Carlo (1806–1883), italienischer Admiral und Marineminister.
- Pelloux, Luigi (1839–1924), italienischer General und Staatsmann.
- Pelopidas († 364 v. Chr.), thebanischer Feldherr, Sieger bei Leuktra.
- Pemberton, John Clifford (1814–1881), Südstaatengeneral im Bürgerkrieg; Verteidiger von Vicksburg.
- Pennefather, Sir John GCB (1798–1872), britischer General; führte bei Inkerman eine Division; später Gouverneur von Malta und 1870 Gouverneur des Veteranenhospitals Chelsea.
- Penthièvre, Louis Jean Marie de Bourbon, duc de (1725–1793), französischer Herzog; führte im Österreichischen Erbfolgekrieg zwei Regimenter.
- Pepe, Florestano (1778–1851), neapolitanischer General.
- Pepe, Guglielmo (1783–1855), Offizier und Aufständischer.
- Percival, Arthur Ernest (1887–1966), britischer General; kapitulierte am 15. Februar 1942 in Singapur.
- Perczel, Moritz (1811–1899), ungarischer Revolutionsgeneral.
- Pérignon, Catherine-Dominique, marquis de (1754–1818); französischer Revolutionsgeneral; Marschall und Pair von Frankreich.
- Perrin, Claude-Victor, gen. „Victor“, duc de Bellune (1764–1841), napoleonischer Marschall.
- Perponcher-Sedlnitzky, Hendrik George de (1771–1856), niederländischer General.
- Perry, Matthew (1794–1858), US-amerikanischer Seeoffizier; Commodore; erzwang 1853/54 die Öffnung Japans gegenüber dem Westen.
- Perry, Oliver Hazard (1785–1819), US-amerikanischer Marineoffizier im Krieg von 1812; Bruder des Vorigen.
- Perssano, Carlo Pellione di (1806–1883), italienischer Admiral und Marineminister.
- Pershing, John (1860–1948), US-amerikanischer General; im Ersten Weltkrieg Oberbefehlshaber der amerikanischen Truppen an der Westfront.
- Pescara, Fernando Francesco d’Avalos, marchese di (um 1490–1525), spanisch-neapolitanischer General; Sieger der Schlacht bei Pavia.
- Ignaz Peslmüller (1897–1957), deutscher Brigadegeneral
- Pétain, Henri Philippe (1856–1951), französischer Marschall; Staatspräsident des Vichy-Regimes.
- Peter, Erich (1919–1987), Generaloberst der NVA; Chef der Grenztruppen der DDR; Stellvertretender Minister für Nationale Verteidigung.
- Pétion de Villeneuve, Jérôme (1756–1794), Führer während der Französischen Revolution.
- Petersen, Rudolf (1905–1983), deutscher Marineoffizier im Zweiten Weltkrieg; Führer der Schnellbootflotte; Gerichtsherr über einen der letzten Fahnenflucht-Prozesse.
- Petershagen, Rudolf (1901–1969), deutscher Offizier der Wehrmacht; im Zweiten Weltkrieg Kommandant von Greifswald.
- Petraeus, David H. (* 1952), Lieutenant General der US Army, Kommandeur der 101. US-Luftlandedivision im Irakkrieg.
- Petrović, Đorđe (1762–1817), auch Karađorđe genannt, Anführer des Ersten serbischen Aufstandes gegen die Osmanen (1804–1813).
- Petscherski, Alexander (1909–1990), Offizier der Roten Armee, militärische Führung des Aufstandes von Sobibor
- Peucker, Eduard von (1791–1876), preußischer General der Infanterie; Reformer; Kriegsminister.
- Pezl, Karel (1927–2022), tschechischer Viersternegeneral

## Pf
- Pfrengle, Franz Xaver (* 1956), Brigadegeneral der Bundeswehr
- Pfuel, Ernst von (1779–1866), preußischer General der Infanterie, Ministerpräsident und Kriegsminister

## Ph
- Philippovich von Philippsberg, Josef Freiherr (1818–1889), k.k. Feldzeugmeister, 1878 Oberbefehlshaber der Truppen in Bosnien-Herzegowina
- Phillip, Arthur (1738–1814), britischer Marineoffizier und Entdecker, Admiral
- Phillipps, Sir Tom KCB (1888–1941), britischer Admiral; Befehlshaber der Ostindienflotte; gefallen an Bord der Prince of Wales
- Phillips, William (1731–1781), britischer Artillerieoffizier; Generalmajor im Amerikanischen Unabhängigkeitskrieg
- Philopoimen (253–183 v. Chr.), der letzte große Feldherr und Staatsmann der Hellenen
- Phipps, Henry, 1. Earl of Mulgrave (1755–1831), britischer Offizier und Staatsmann
- Phokion (um 402–318 v. Chr.), athenischer Feldherr

## Pi
- Piccinino, Niccolò (1386–1444), italienischer Condottiero
- Piccolomini, Ottavio (1599–1656), General im Dreißigjährigen Krieg
- Picek, Vlastimil (* 1956), tschechischer General
- Pichegru, Jean-Charles (1761–1804), französischer General der Revolutionskriege
- Pickett, George Edward (1825–1875), Konföderierten-General im Amerikanischen Bürgerkrieg
- Pickert, Wolfgang (1897–1984), General der Flakartillerie der deutschen Luftwaffe in der Schlacht um Stalingrad
- Picton, Sir Thomas (1758–1815), britischer General im Krieg auf der Halbinsel; gefallen bei Waterloo
- Pierce, Franklin (1804–1869), amerikanischer General im Mexikanisch-Amerikanischen Krieg; 14. Präsident der USA
- Pigot, George, 1. Baron Pigot (1719–1777), britischer Gouverneur von Madras
- Pigot, Hugh (1721–1792), Admiral und Oberkommandierender von Westindien
- Pigot, Sir Robert Bt. (1720–1796), britischer General im Amerikanischen Unabhängigkeitskrieg
- Pike, Albert (1809–1891), amerikanischer Rechtsanwalt, General und Journalist
- Pike, Zebulon (1779–1813), US-amerikanischer General und Entdecker; gefallen im Krieg von 1812
- Pillement, Franz von (1775–1836), königlich bayerischer Generalmajor
- Pilster, Hans-Christian (1914–1989), deutscher Generalmajor, Abteilungsleiter im Bundesnachrichtendienst
- Piłsudski, Józef (1867–1935), polnischer Marschall und Politiker
- Pinochet Ugarte, Augusto (1915–2006), chilenischer General und Politiker
- Picquart, Marie-Georges (1854–1914), französischer Offizier, Kriegsminister und Beteiligter in der Dreyfus-Affäre
- Pirch, Georg Dubislav Ludwig von (1763–1838), preußischer Generalleutnant; Teilnehmer an den Befreiungskriegen
- Pitcairn, John (1722–1775), britischer Marineoffizier im Amerikanischen Unabhängigkeitskrieg
- Pizarro, Francisco (1478–1541), spanischer Konquistador
- Pizarro, Gonzalo (1502–1548), spanischer Konquistador

## Pl
- Planitz, Paul Edler von der (1837–1902), General, seit 1881 sächsischer Kriegsminister
- Platow, Matwei Iwanowitsch (1753–1818), Kosakenhetman
- Plautius, Aulus († nach 57), römischer Senator und Feldherr, erster Statthalter der Provinz Britannien von 43 bis 47
- Plumer, Herbert, 1. Viscount Plumer, GCB, GCMG, GCVO, GBE (1857–1932), britischer Feldmarschall und Kolonialverwalter; während des Ersten Weltkriegs Befehlshaber der 2. Armee an der Westfront

## Po
- Pocock, Sir George (1706–1792), britischer Admiral im Siebenjährigen Krieg.
- Podbielski, Eugen Anton Theophil von (1814–1879), preußischer General der Kavallerie und Generalinspekteur der Artillerie.
- Podbielski, Victor von (1844–1916), Generalleutnant.
- Pohl, Hugo von (1855–1916), deutscher Admiral; Chef des Admiralstabs.
- Poix-Créquy, Charles de, prince de Poix, duc de Créquy, (1623–1687), französischer General und Diplomat.
- Pokryschkin, Alexander Iwanowitsch (1913–1985), sowjetischer Pilot; Luftwaffengeneral.
- Polk, Leonidas L. (1806–1864), General der Konföderierten im Amerikanischen Bürgerkrieg.
- Pollock, George (1786–1872), britischer Feldmarschall, kämpfte im Ersten Anglo-Afghanischen Krieg
- Pomeroy, Seth (1706–1777), britischer und amerikanischer Waffenschmied und General in den Franzosen- und Indianerkriegen und im Amerikanischen Unabhängigkeitskrieg.
- Pompei, Vincenz von (1763–1849), königlich bayerischer Generalmajor und Kämmerer.
- Poniatowski, Józef Antoni (1763–1813), polnischer General; Marschall von Frankreich; ertrunken.
- Ponsonby, Sir Frederick Cavendish (1783–1837), britischer General im Krieg auf der Halbinsel; Gouverneur von Malta.
- Ponsonby, Sir Henry PC (1825–1895), britischer General; Privatsekretär der Queen Victoria.
- Ponsonby, Sir John (1866–1952), britischer General; Divisionskommandeur im Ersten Weltkrieg.
- Ponsonby, Sir William, K.C.B., (1772–1815), britischer General; gefallen bei Waterloo.
- Poor, Enoch (1736–1780), Schiffbauer und Händler aus Exeter (New Hampshire); Brigadegeneral in der Kontinentalarmee im Amerikanischen Unabhängigkeitskrieg.
- Poor, Salem (1758–1802), afro-amerikanischer Soldat im Amerikanischen Unabhängigkeitskrieg; ausgezeichnet in der Schlacht von Bunker Hill.
- Porbeck, Heinrich von (1771–1809), deutscher Offizier, Militärreformer und -schriftsteller; badischer General; gefallen bei Talavera.
- Portal, Charles, 1. Viscount (1893–1971), britischer Marshal of the Royal Air Force, Oberbefehlshaber der britischen Luftstreitkräfte im Zweiten Weltkrieg
- Porter, David (1780–1843), US-amerikanischer Marineoffizier; Commodore; Kapitän der USS Essex.
- Porter, David Dixon (1813–1891), US-amerikanischer Admiral im Bürgerkrieg; Sohn des vorigen.
- Porter, William David (1809–1864), Marineoffizier im Amerikanischen Bürgerkrieg; Commodore; Bruder des vorigen.
- Postel, Georg-Wilhelm (1896–1953), General der deutschen Wehrmacht.
- Potiorek, Oskar (1853–1933), österreichischer General; Armeeinspektor und Landeschef in Sarajevo (Bosnien-Herzegowina); im Ersten Weltkrieg Oberbefehlshaber der Balkanstreitkräfte.
- Potjomkin, Grigori Alexandrowitsch (1739–1791), russischer Feldmarschall; Günstling Katharinas der Großen.
- Pottinger, Eldred CB (1811–1843), Offizier in der Artillerie der Britischen Ostindien-Kompanie, Diplomat und Abenteurer; bekannt geworden als „Verteidiger von Herat“.
- Pottinger, Sir Henry Bt. PC GCB (1789–1856), britischer Offizier und Kolonialbeamter; erster Gouverneur von Hongkong; 1851 Generalleutnant.
- Pownall, Sir Henry KCB, KBE, DSO, MC (1887–1961), britischer Generalleutnant; Berater Winston Churchills; 1941 britischer „Oberkommandierender Fernost“ in Singapur; 1942 Stabschef des ABDACOM.

## Pr
- Pranckh, Siegmund Freiherr von (1821–1888), General der Infanterie; königlich-bayerischer Kriegsminister
- Prat Chacón, Arturo (1848–1879), chilenischer Seeheld, Korvettenkapitän und Rechtsanwalt
- Prescott, William (1726–1795), amerikanischer Oberst im Unabhängigkeitskrieg; befehligte die Rebellen in der Schlacht von Bunker Hill
- Pretorius, Andries (1798–1853), Gründer der Burenrepublik Transvaal
- Preußen, Albrecht von (1809–1872), preußischer Prinz und General
- Preußen, Albrecht von (1837–1906), preußischer Generalfeldmarschall; Regent des Herzogtums Braunschweig
- Preußen, Ferdinand von (1730–1813), preußischer General; Heer- und Großmeister des Johanniterordens
- Preußen, Friedrich II. von (1712–1786), der Große, König von Preußen von 1740 bis 1786, „der Alte Fritz“
- Preußen, Friedrich Karl von (1828–1885), preußischer Heerführer; Generalfeldmarschall
- Preußen, Heinrich von (1726–1802), preußischer General; jüngerer Bruder des Alten Fritz
- Preußen, Heinrich von (1862–1929), deutscher Marineoffizier; Flottenchef; Großadmiral
- Preußen, Louis Ferdinand von (1772–1806), preußischer General; gefallen in der Schlacht bei Saalfeld
- Prevost, Sir George (1767–1816), britischer Soldat und Diplomat; britischer Generalgouverneur und Oberbefehlshaber in Kanada
- Prien, Günther (1908–1941), deutscher Marineoffizier; U-Boot-Kommandant im Zweiten Weltkrieg; gefallen
- Priesdorff, Kurt von (1881–1967), königlich preußischer Major, Geheimer Regierungsrat, Militärhistoriker und Autor
- Prieto Vial, José Joaquín (1786–1854), chilenischer General und Politiker; Staatspräsident von 1831 bis 1841
- Prilipp, Wilhelm (1909–1989), deutscher Brigadegeneral des Heeres der Bundeswehr
- Priller, Josef (1915–1961), deutscher Jagdflieger im Zweiten Weltkrieg
- Prim y Prats, Juan, 1. conde de Reus, 1. marqués de los Castillejos, (1814–1870), spanischer General und Staatsmann; Ministerpräsident
- Prittwitz und Gaffron, Alexander von (1838–1915), kaiserlich russischer Generalmajor
- Prittwitz, Bernhard von (1796–1881), preußischer Generalmajor; zuletzt Kommandant der Festung Thorn in Pommern
- Prittwitz, Carl von, Graf Sabalkanski, (1797–1881), kaiserlich russischer General der Kavallerie à la suite; Generaladjutant Zar Nikolaus I.; Ehrenritter des Johanniterordens
- Prittwitz und Gaffron, Ernst von (1833–1904), königlich preußischer Generalleutnant und Rechtsritter des Johanniterordens
- Prittwitz, Ernst Sylvius von (1729/1730–1800), königlich preußischer Generalleutnant; General-Adjutant; General-Remontage-Inspekteur der Kavallerie
- Prittwitz, Friedrich Karl von (1798–1849), kaiserlich russischer Generalmajor; Direktor der Militär- und Zivil-Ingenieure
- Prittwitz, Hans von (1833–1880), kaiserlich russischer Generalmajor à la suite
- Prittwitz und Gaffron, Heinrich von (1889–1941), deutscher General im Zweiten Weltkrieg; zuletzt Kommandeur der 15. Panzer-Division; gefallen bei Tobruk
- Prittwitz, Joachim Bernhard von (1726–1793), preußischer General der Kavallerie; rettete als Rittmeister 1759 Friedrich den Großen bei Kunersdorf
- Prittwitz und Gaffron, Karl von (1833–1890), preußischer Generalmajor
- Prittwitz und Gaffron, Leo von (1878–1957), kaiserlich russischer Generalmajor
- Prittwitz und Gaffron, Max von (1876–1956), deutscher Generalmajor und Rechtsritter des Johanniter-Ordens
- Prittwitz und Gaffron, Maximilian von (1848–1917), deutscher Generaloberst; Oberbefehlshaber der 8. Armee zu Beginn des Ersten Weltkrieges
- Prittwitz, Moritz von (1795–1885), preußischer General der Infanterie; begründete mit den sogenannten Prittwitzschen Blättern, Beiträge zur angewandten Befestigungskunst, eine Schule der Festungsbaukunst
- Prittwitz, Nicolaus von (1835–1897), kaiserlich russischer Generalleutnant à la suite
- Prittwitz, Paul von (1791–1856), kaiserlich russischer Generalleutnant und Senator
- Prittwitz, Moritz von (1747–1822), preußischer Generalleutnant der Befreiungskriege
- Prittwitz, Wolfgang Moritz von (1731–1812), preußischer Generalleutnant
- Procter, Henry (1763–1822), britischer General im Krieg von 1812
- Prohaska, Johann Freiherr von (1760–1823), österreichischer Feldmarschallleutnant; Stabschef des Generalquartiermeisters
- Prokesch-Osten, Anton Graf von (1795–1876), österreichischer General und Diplomat.
- Prokop, Andreas (um 1380–1434), Heerführer der Hussiten
- Prokš, Josef (* 1959), tschechischer Generalmajor
- Przewalski, Nikolai Michailowitsch (1839–1888), russischer Militär und Forschungsreisender
- Przybyszewski, Ignati Jakowlewitsch (* 1755), russischer General polnischer Herkunft; ergab sich zu Beginn der Schlacht bei Austerlitz und wurde deswegen degradiert

## Pu
- Pugatschow, Jemeljan Iwanowitsch (1742–1775), Don-Kosake und Bauernführer
- Pugzík, Antonín (* 1955), tschechischer Offizier
- Puller, Lewis B. „Chesty“ (1898–1971), Generalleutnant des US Marine Corps, höchstdekorierter US Marine
- Putnam, Israel (1718–1790), amerikanischer General im Unabhängigkeitskrieg
- Putnik, Radomir (1847–1917), serbischer Armeekommandeur im Ersten Weltkrieg, Chef des Generalstabes der serbischen Armee

## Py
- Pyrrhus (* um 319/18 v. Chr. bis 272 v. Chr.), Hegemon des Bundes von Epirus und König der Molosser; griechischer Feldherr; bekannt für den „Pyrrhussieg“